# 大熊座47c
大熊座47c是一颗位于大熊座、距离地球大约46光年的系外行星，运行于围绕大熊座47的长周期轨道上，其轨道周期约为6地球年。该行星是大熊座47行星系中距离其母星最远的行星，其质量下限为0.46倍木星质量。

## 发现
和大多数系外行星一样，科学家是通过测定由于行星引力引起的恒星径向速度而发现这颗行星的，而其径向速度的测定则是通过精确测定大熊座47光谱的多普勒频移得出的。
及至2001年，科学家已经在大熊座47系统中发现了一颗系外行星，命名为大熊座47b。但是对大熊座47径向速度的进一步探测表明该恒星还存在另一种周期性扰动，大熊座47b的存在并无法解释这种现象。科学家认为这种扰动可能是由第二颗行星造成的，这颗行星被命名为大熊座47c，其轨道周期接近于7地球年。对大熊座47的光球进行的观测还表明这种扰动的天体不大可能是由恒星活动造成的，从而使得第二颗行星的存在更具可能性。该结果于2002年对外公布。
但是在对大熊座47进行的进一步观测中并未发现这颗行星，增加了人们对这颗行星是否存在的疑问。另外，从证明该行星存在的数据中并无法推测出该行星的各物理特性。 一项对长达6900日的观测数据进行的研究表明尽管大熊座47系统中可能存在第二颗行星，但是这颗行星的轨道周期不大可能如原来预期的为2500地球日，该研究估计其轨道周期为7586地球日，相应的与母星的轨道距离为7.73天文单位。以上参数至今也仍不确定。《周边区域系外行星目录》将大熊座47c的轨道周期标注为2190地球日，但是其所援引的费舍尔等人发表于2000年的文献并不支持该轨道周期值。尽管如此，这一数值也为《系外行星百科全书》所援引。

## 物理特性
大熊座47c的质量较大，所以它可能属于类木行星，从而并不拥有固体表面。同时由于科学家只能间接的探测该行星，所以至今还不知道其半径、物质构成和表面温度。